# Capsize
Capsize è un singolo del duo statunitense Frenship, in coppia con la cantautrice Emily Warren e pubblicato il 18 giugno 2016. Prima di entrare nelle classifiche mondiali, il singolo, ha guadagnato notorietà attraverso la piattaforma di musica streaming Spotify, raggiungendo oltre 290 milioni di ascolti.